# Черетов
Черетов (укр. Черетів) — село в Верховинской поселковой общине Верховинского района Ивано-Франковской области Украины.
Население по переписи 2001 года составляло 325 человек. Занимает площадь 0,7 км². Почтовый индекс — 78711. Телефонный код — 03432.